# Himalia csoport
A Himalia csoport a hasonló pályájú Jupiter-holdak csoportosítása. Fél nagytengelyük 11,15 és 11,75 Gm közötti, az inklinációjuk 26,6° és 28,3°, az excentricitásuk pedig 0,11 és 0,25 között változik.
| Name       | Átmérő (km)       | Periódus (nap) | Megjegyzések                     |
| ---------- | ----------------- | -------------- | -------------------------------- |
| Leda       | 21,5              | 240,93         |                                  |
| Ersa       | 3                 | 249,23         |                                  |
| Himalia    | 139,6 (150 × 120) | 250.56         | a legnagyobb, a csoport névadója |
| S/2018 J 2 | 3                 | 250,88         |                                  |
| Pandia     | 3                 | 251,91         |                                  |
| Lysithea   | 42.2              | 259,20         |                                  |
| Elara      | 79,9              | 259,64         |                                  |
| S/2011 J 3 | 3                 | 261,77         |                                  |
| Dia        | 4                 | 278,21         |                                  |

A Nemzetközi Csillagászati Unió (IAU) a-végű neveket ad a csoport tagjainak.